# 厦门海关理船厅公署旧址
海关理船厅公署旧址，又称总巡公馆，位于中国福建省厦门市鼓浪屿，是全国重点文物保护单位鼓浪屿近代建筑群的子项目之一。
海关理船厅公署是供厦门理船厅长居住办公之场所。建筑分主楼与副楼，主楼为殖民地外廊式建筑，副楼紧贴主楼，处其北侧，整体体现出早期英国建筑风格。